# Irska obara
Irska obara (irsko Irish stew) je irska enolončnica iz govedine ali koštruna, zelja/ohrovta, kolerabe/korenja, krompirja, čebule, popra, soli,  kumine, lovorja, česna, olja, juhe, slanine in peteršilja.